# 메이코 누엔
메이코 누엔(Mayko Nguyen, 1980년 4월 19일 ~ )은 캐나다의 배우, 영화배우이다.
밴쿠버에서 태어났다.

## 방송
- 어게인스트 더 월
- 기적
- 리제네시스 시즌4
- 리제네시스 시즌3
- 리제네시스 시즌2

## 영화
- 파괴자들(영어판) (2016년) - 스테이시 역
- 빌로우 허 (2016년) - 조슬린 역
- 기적 (2010년) - 밍 역
- 브로큰 러브송 (2010년) - 퍼블리시스트 역
- 프린세스 (2008년)
- 리제네시스 시즌1 (2005년)
- 라이 위드 미 (2005년) - 키카 역
- 고잉 더 디스턴스 (2004년)